# Claverol (antic municipi)
| \| ← \| 1812 — 1969 \| → \|                                    |                    |   |
| Escut d'armes                                                  |                    |   |
| Claverol dins de Conca de Dslt                                 |                    |   |
| Període històric                                               | Edat Contemporània |   |
| • Constitució de Cadis                                         | 1812               |   |
| • Annexió de Sant Martí de Canals                              | Febrer del 1847    |   |
| • Annexió de Sossís                                            | Febrer del 1847    |   |
| • Annexió a Conca de Dalt, anomenat Pallars Jussà fins al 1994 | 1969               |   |
| Superfície                                                     |                    |   |
| • 1969                                                         | 22,42 km2          |   |
| ←                                                              | 1812 — 1969        | → |

L'antic municipi de Claverol perdé la seva independència municipal el 1969, quan fou afegit al terme municipal de Pallars Jussà. El 1994 el municipi anomenat d'aquesta manera canvià el seu nom per l'actual, Conca de Dalt, en dividir-se Catalunya en comarques: el nom del municipi es podria confondre amb el de la comarca a la qual era adscrit. El terme actualment anomenat Conca de Dalt es formà amb la unió dels antics municipis d'Aramunt, Claverol, Hortoneda de la Conca i Toralla i Serradell.

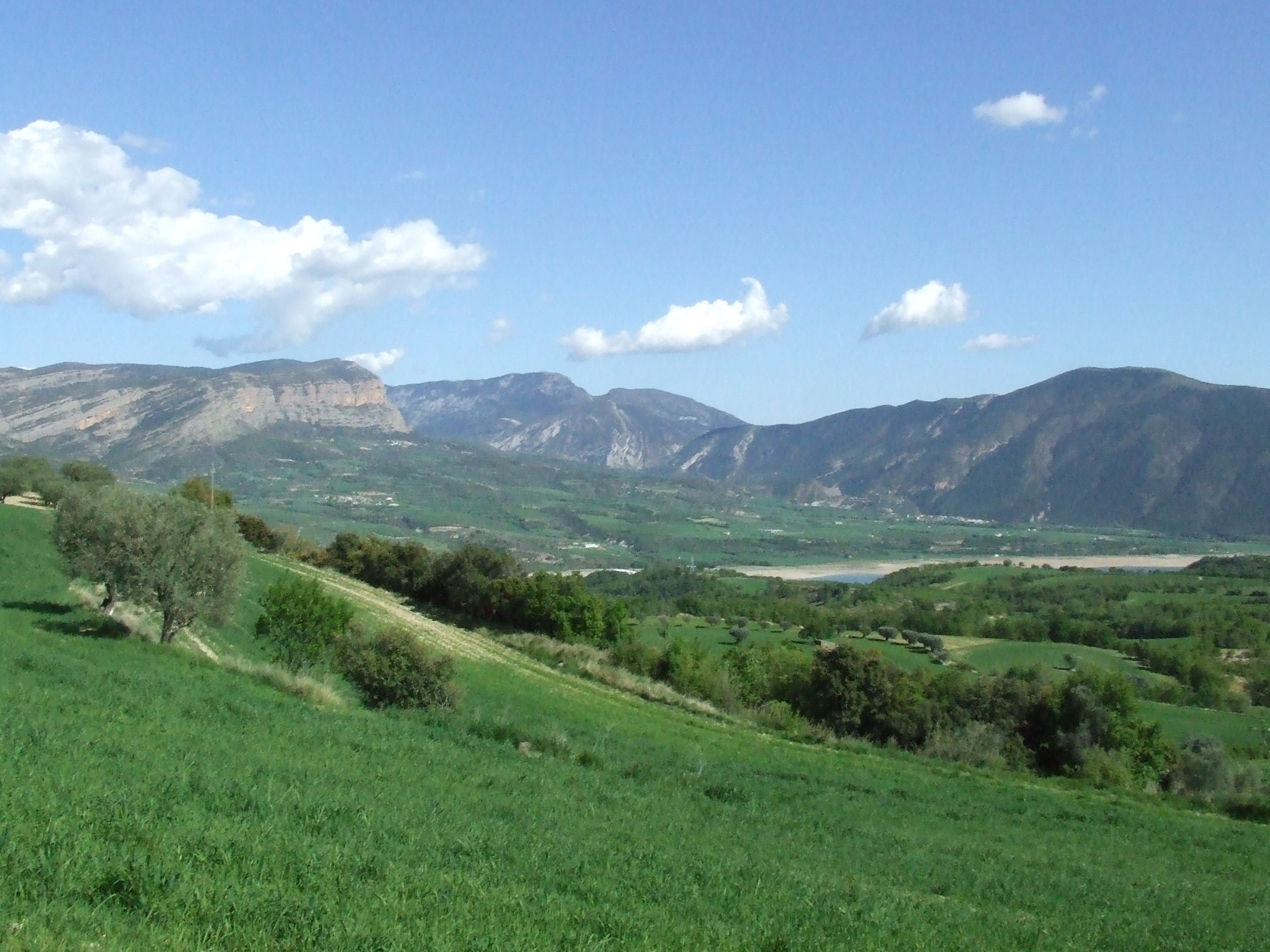
El terme de Claverol des de Torallola

Com la gran majoria d'ajuntaments catalans, es creà el 1812 amb la implantació dels ajuntaments moderns, fruit del desplegament de la Constitució de Cadis. En aquell moment es crearen també els ajuntaments de Sant Martí de Canals i de Sossís, que el febrer del 1847 quedaren integrats en el terme de Claverol en no assolir el nombre mínim de caps de família (30) per poder mantenir la independència municipal. El poble de Claverol (Conca de Dalt) era el cap de municipi tradicional, fins que el seu progressiu despoblament feu que el seu antic barri, el Pont de Claverol va esdevenir el centre real de l'antic municipi. Amb la creació del nou municipi, el 1969, el Pont de Claverol es convertí en el nou cap de municipi.
L'antic terme de Claverol limitava al sud amb l'antic terme d'Aramunt, ara també del terme municipal de Conca de Dalt; a ponent, un petit tram amb Salàs de Pallars i la major part amb la Pobla de Segur, al nord també amb la Pobla de Segur, i a llevant i sud-est amb Hortoneda de la Conca, també del mateix terme de Conca de Dalt.
Pertanyia al terme de Claverol l'enclavament dels Masos de Baiarri, situat entre els termes de Baén, ara del de Baix Pallars, al Pallars Sobirà i d'Hortoneda de la Conca, ara del de Conca de Dalt. En fusionar-se Claverol i Hortoneda de la Conca en el municipi de Conca de Dalt, ha desaparegut com a enclavament, ja que té continuïtat territorial amb la resta del seu actual municipi.

## Perímetre de l'antic terme
L'extrem sud-oest de l'antic terme de Claverol és a l'aiguabarreig del barranc del Solà, que ve del nord-oest, de la zona de Sensui i Salàs de Pallars, amb la Noguera Pallaresa. En aquest lloc, situat a uns 500 m. alt., es trobaven els termes d'Aramunt (actualment integrat en el de Conca de Dalt, com Claverol), Salàs de Pallars i Claverol. Des del punt anterior el termenal trencava cap a llevant, seguint la carena del Serrat de Narçà, fins a arribar al lloc de Llavaés, a 650 m. alt., on es troben altre cop tres antics termes, en aquest cas tots tres pertanyents a Conca de Dalt: Aramunt, Claverol i Hortoneda de la Conca.
De Llavaés, l'antic límit entre Hortoneda de la Conca i Claverol marxa cap al nord-est, cap a l'extrem nord-oest dels Feixancs de la Tremor, on hi ha la capella de Sant Joanet i el Pla de la Torre, a 835,5 m. alt., des d'on el termenal gira cap a llevant i un toc cap al sud, per anar a cercar el Tossal de Montserè, de 1080,6 m. alt. Un cop dalt d'aquest tossal, el límit del terme emprèn la direcció nord-oest, formant un arc inflexionat al nord-est, seguint una carena, cap al Tossal de Sant Martí, de 1011,4 m. alt. Un cop dalt d'aquest segon tossal, la línia de terme trenca sobtadament cap al nord-est, va a buscar el Roc de Llenasca, de 954,6 m. alt., travessa la vall del barranc de Santa i s'adreça a l'extrem nord-oest del Roc de Santa, on hi ha el Roc de les Creus, de 923,6 m. alt. i, sempre en direcció nord-est, va a buscar la vall del barranc de la Molina, a llevant dels Serrats i una mica al nord-oest de la Casa de la Molina. Des d'aquest lloc, el barranc esmentat duu el termenal fins a la mateixa Noguera Pallaresa, al lloc on hi ha la Presa de Sossís, a 530 m. alt., el costat sud-est de la qual era el triterme de Claverol, Hortoneda de la Conca i la Pobla de Segur.
Des d'aquest lloc, la presa de Sossís, el límit amb la Pobla de Segur està marcat pel mateix curs d'aigua de la Noguera Pallaresa. De primer cap al sud-oest, fins que el riu fa un marcat gir cap al sud i el termenal, que segueix sempre el riu, emprèn la direcció de migdia ja fins a trobar l'antic triterme entre Claverol, la Pobla de Segur i Salàs de Pallars al lloc on el barranc de Santa Llúcia vessava les seves aigües en la Noguera Pallaresa.
Són pocs els metres que coincideixen aquests dos termes. Poc més al sud-oest del punt esmentat al final de l'apartat anterior hi ha l'aiguabarreig del barranc del Solà amb la Noguera Pallaresa, lloc on la trobada de tres termes és ara entre els antics termes de Claverol i Aramunt i Salàs de Pallars.
A part del límit anteriorment descrit, Claverol i Hortoneda de la Conca tenien un altre tros limítrof, bastant extens perquè representa els dos costats llargs d'una mena d'òval irregular adreçat de sud-est a nord-oest.
El punt d'inici del termenal entre aquests dos antics municipis partia del triterme entre ells i la Pobla de Segur, situat en el lloc on el barranc de Llabro s'aboca en la Noguera Pallaresa. Des d'aquest lloc, el termenal seguia la llera del barranc de Llabro fins que li aflueix el barranc de la Font de l'Alou. En aquest punt el termenal gira poc tros a llevant, per, tot seguit, adreçar-se cap al sud-est pujant per una carena cap a les Roques d'Eroles, fins a la Roca Cavalls, a 1.270,9 m. alt., on ressegueix una cinglera que forma com un petit apèndix, de primer cap al sud-est, després trencant quasi sobtadament cap al nord, per damunt de l'Esplugueta de Cavalls, i girar al cap d'una mica cap al nord-est. Així, arriba al Roc Roig (pronunciat aquí Roc Roi), de 1.337,4. Des d'aquest lloc el termenal va baixant cap al sud-est, però fent un calaix cap al nord-est, sempre seguint la cinglera, passa pel Coll de Neda, de 1.292,8 m. alt., i segueix encara la Serra del Coll de Neda fins a arribar al seu extrem sud-oriental, el Coll de la Creu, de 1.297,3 m. alt., lloc on aquesta serra connecta amb el Montpedrós i, de fet, els contraforts nord-occidentals de la Serra del Boumort.
En aquest lloc el termenal trencava cap al nord-est i, pel Mal Graó, baixava de dret a la vall de la llau de Perauba just al sud-oest de la borda del Músic. Un cop atenyia aquesta llau, la línia de terme seguia el fons de la vall cap al nord, passant pel Planell d'Ísop, per sota i a llevant de les Costes de Baiarri i a ponent dels Rocs de Brunet. Sempre cap al nord passava per sota i a ponent dels Rocs de la Torre, on la llau i el termenal giren lleument cap al nord-oest, fins al barranc de la Torre de Senyús, al lloc anomenat Forcat de les Llaus, on es troba el triterme entre els antic termes d'Hortoneda de la Conca, Claverol (ara tots dos dins de la Conca de Dalt) i Baén, actualment pertanyent a Baix Pallars, del Pallars Sobirà.
Aquí començava, doncs, el límit amb Baén, sempre fent referència a l'enclavament dels Masos de Baiarri, que seguia pel barranc de l'Infern, que és el nom que rep el barranc anterior quan rep la Llau de Perauba. Cal destacar que aquests dos barrancs constitueixen el límit sud-est del Pallars Sobirà i, alhora, el nord-est del Pallars Jussà. Sempre barranc avall, cap a l'oest-nord-oest, fins a arribar a la Noguera Pallaresa just al límit sud del Congost de Collegats, on es troba un nou triterme, ara entre Baix Pallars (antic terme de Baén), Conca de Dalt (antic terme de Claverol i la Pobla de Segur.
Des d'aquest lloc, el límit nord-oest dels Masos de Baiarri, termenal sempre amb la Pobla de Segur, és la Noguera Pallaresa, resseguint el traçat corb que té en aquest lloc el riu, fins a trobar, al cap de poc, l'afluència, per l'esquerra de la Noguera Pallaresa, del barranc de Llabro, on ha començat la descripció de l'antic límit dels Masos de Baiarri.

## Nuclis de població
| Entitat de població      | Habitants |
| ------------------------ | --------- |
| Claverol (Conca de Dalt) | 26        |
| Pont de Claverol, el     | 11        |
| Sant Martí de Canals     | 51        |
| Sossís                   | 32        |
| Font: Idescat            |           |

Els nuclis de població de l'antic terme de Claverol són quatre, en l'actualitat: el cap històric del municipi, el poble de Claverol (Conca de Dalt), l'actual cap del municipi de Conca de Dalt, el Pont de Claverol, el poble de Sant Martí de Canals i el poble, constituït en entitat municipal descentralitzada, de Sossís.
La caseria dispersa dels Masos de Baiarri constituïa un enclavament de Claverol entre Baén, ara pertanyent al municipi de Baix Pallars, al Pallars Sobirà, Hortoneda de la Conca i la Pobla de Segur, però la creació del nou municipi actualment anomenat Conca de Dalt garantí la unitat territorial del municipi, i els Masos de Baiarri deixaren de ser enclavament. Cadascun d'ells té el seu article propi.
A més, cal comptar amb les restes de dues esglésies romàniques, la de la Mare de Déu de la Serreta, i la de Sant Aleix de Claverol.
| Pobles de l'antic terme de Claverol | Pobles de l'antic terme de Claverol  | Pobles de l'antic terme de Claverol    | Pobles de l'antic terme de Claverol | Pobles de l'antic terme de Claverol |
| ----------------------------------- | ------------------------------------ | -------------------------------------- | ----------------------------------- | ----------------------------------- |
| El poble del Pont de Claverol       | El poble de Claverol                 | Manca foto                             | El poble de Sant Martí de Canals    | Sossís                              |
| El poble del Pont de Claverol       | El poble de Claverol (Conca de Dalt) | L'antiga caseria dels Masos de Baiarri | El poble de Sant Martí de Canals    | El poble de Sossís                  |

## Història
En tot el terme de Claverol, la població ha estat sempre minvada. En el cens del 1359, Claverol té 3 focs (15 habitants), i era jurisdicció del comte de Pallars. El 1718 hi consten 181, que passaren a 221 el 1787, i arribaren als 807 el 1860, any en què s'arriba al màxim històric. Després s'inicià la davallada, 461 el 1900, 549 el 1920, 387 el 1940, 360 el 1950, 394 el 1960, 336 el 1970 i 175 el 1981. En l'actualitat, segons el cens del 2006, en té 120.

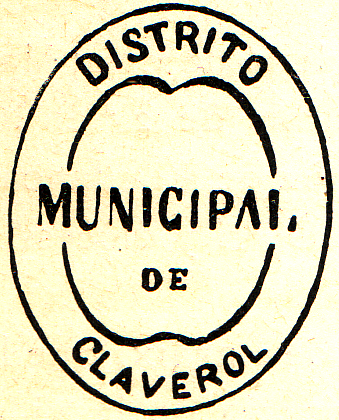
Segell municipal de vers el 1900

El 1831 el senyoriu de Claverol pertanyia als de Motes, que en diversos moments havien lluït el títol de barons de Claverol.
El 1847 Claverol tenia 37 veïns (caps de casa), dels quals 30 eren electors contribuents i un de capacitats, per la qual cosa va poder mantenir el seu ajuntament, superant de poc la barrera dels 30 que representava el llindar per subsistir com a ajuntament independent o haver-se d'agregar a un altre poble. Constituïa el seu ajuntament un alcalde, un tinent d'alcalde i 3 regidors.
En el cens del 1857 Claverol apareix amb 747 habitants i 158 cèdules personals inscrites, repartides de la manera següent: Caseríos, dos, 7 habitants i 2 cèdules; Claverol, 593 i 124; Puente de Claverol, 5 i 2; San Martín, 68 i 14, i Sosis, 74 i 16.
Ceferí Rocafort comenta que en el terme de Claverol hi ha 197 edificis, amb 469 habitants de fet i 467 de dret, dels quals el poble de Claverol (Conca de Dalt) en té 40 i 79, respectivament, el Pont de Claverol, 65 i 183, Sant Martí de Canals, 38 i 122, i Sossís, 26 i 72. A més, hi ha 28 cases més escampades per la resta del terme, entre les quals esmenta el mas Miret, els Masos de Baiarri i el Molí de Palau, amb la capella de Sant Martí.

## L'antic ajuntament de Claverol
L'alcaldia de Claverol fou exercida, al llarg dels anys, per les persones següents:
- Josep Goset (1894)
- Ramon Malet i Saurina (1898)
- Manuel Descusa (1921)

## Llocs d'interès
- Poble del Pont de Claverol
- Poble clos de Claverol (Conca de Dalt)
- Castell de Claverol
- Sant Aleix de Claverol
- Poble de Sant Martí de Canals
- Església de Sant Martí de Canals
- Poble de Sossís
- Mines de Sossís
- Vall del riu de Carreu, a Aramunt Vell
- Pantà de Sant Antoni
- Muntanya de Sant Corneli

## Activitat econòmica
La major part del terme era de secà, per la qual cosa la producció principal era de gra, oli, vi, llegums, verdures i pastures per al bestiar. A prop del molí de Palau hi havia un sector d'horts de regadiu.
Hi havia bosc comunal abundant: 153 hectàrees a lo Serrat i Solà, i 998 als Masos de Baiarri. També hi havia 14 hectàrees més de bosc a l'Obac de Sossís, que havia de ser desamortitzat.
En el terme hi havia, a principis del segle xx, un molí fariner que tenia també premsa d'oli, al Molí de Palau. Hi havia, a més, dues activitats diferenciades en dos llocs del terme: al Pont de Claverol una part important de la població es dedicava a la construcció de rais i al transport de la fusta, i a Sossís s'explotava una mina de carbó de pedra.

## Serveis turístics
L'oferta turística de l'antic terme de Claverol és de les més àmplies dels pobles pallaresos.
A Claverol, s'hi troben una casa de colònies (la Rectoria), uns apartaments turístics i quatre cases d'allotjament rural: Casa Churchil, Casa el Portal de la Irene, Casa Portalé i la mateixa Rectoria de Claverol, que també fa de casa d'allotjament rural.
Una d'elles, Cal Portalé, també disposa de restaurant obert al públic en general, no només als hostes de la casa rural.
A Hortoneda, una sola casa d'allotjament rural: Casa Toni.
A Sant Martí de Canals hi ha un hostal, l'Hostal Boumort, i dues cases rurals: Casa Joana i Casa Morogula.

## Comunicacions
Un cas a part és la pintoresca carretera LV-5182, que, segons la Diputació de Lleida, té un recorregut de 60 metres i una amplada de 4. Els 60 metres són els que hi ha entre els dos extrems del pont damunt de la Noguera Pallaresa, on comencen les pistes que queden exposades a continuació. Per tant, aquesta carretera no arriba a entrar en el terme de Conca de Dalt: tota ella és dins del terme de la Pobla de Segur.
Recorren l'antic terme de Claverol tot de pistes rurals que connecten els seus nuclis de població i alguns dels municipis veïns. Els principals són autèntiques carreteres, tant per l'estal del sòl com per l'amplada del vial, però continuen reconegudes com a pistes locals.
La majoria parteixen del Pont de Claverol, que és on connecten amb la Pobla de Segur i les carreteres principals que hi passen: la C-13 i la N-260.
Del Pont de Claverol cap al sud arrenca la pista d'Aramunt, en molt bon estat, que en uns 5,5 quilòmetres mena al poble d'Aramunt, des d'on té continuïtat, a través de pistes en bon estat, però més estretes i sense asfaltar, cap a Tremp per la vora esquerra del pantà de Sant Antoni, i cap a Orcau, passant prèviament per les restes del poble de Montesquiu.
Des de la mateixa carretera anterior, a 2,5 km al sud del Pont de Claverol, surt cap a llevant, fent moltes ziga-zagues perquè ha de guanyar alçada en poc recorregut, la pista asfaltada i ampla que mena a Sant Martí de Canals en quasi 2 km. més, i a Pessonada en quasi 5 més, encara.